# Paul Werner (SS-Mitglied)
Paul Gebhard Gustav Werner (* 4. November 1900 in Appenweier; † 15. Februar 1970 in Leinfelden) war ein deutscher Verwaltungsjurist, Kriminalpolizist, SS-Führer und Ministerialrat. Zur Zeit des Nationalsozialismus leitete er im Reichssicherheitshauptamt (RSHA) die Amtsgruppe V A (Kriminalpolitik und Vorbeugung) und war Vertreter von Arthur Nebe als Leiter des Amtes V (Reichskriminalpolizeiamt) (RKPA). Nach dem Ende des Zweiten Weltkrieges war er ab 1951 Ministerialrat im baden-württembergischen Innenministerium.

## Herkunft, Studium und Beruf
Paul Werner war der Sohn eines Reichsbahninspektors. Er wuchs in Heidelberg auf, wohin sein Vater 1902 versetzt wurde. Nach dem Notabitur wurde er 1918 noch für die letzten Monate des Ersten Weltkrieges eingezogen, nahm aber nicht mehr an Kampfhandlungen teil. In Heidelberg und Freiburg nahm Werner nach Kriegsende ein Studium der Rechtswissenschaften auf. Seit dem Wintersemester 1919/20 gehörte er der Burschenschaft Allemannia Heidelberg an. 1923 legte er das Referendarexamen mit der Note „lobenswert“ ab. Er wurde als Hilfsrichter und Hilfsstaatsanwalt in Baden eingesetzt, bevor er sein Assessorexamen 1926 mit der Bewertung „gut“ ablegte. Werner absolvierte die gewöhnliche Berufslaufbahn als Staatsanwalt in Offenburg und Pforzheim sowie als Zivil- und Arbeitsrichter am Amtsgericht Lörrach, wo er 1933 zum Amtsgerichtsrat ernannt wurde.

## Zeit des Nationalsozialismus
Schon als Student, als er sich seiner Burschenschaft anschloss, war er nach eigenen Worte "rechts, völkisch eingestellt". In die NSDAP wurde er nach dem Machtantritt der NSDAP und ihrer deutschnationalen Bündnispartner zum 1. Mai 1933 aufgenommen (Mitgliedsnummer 3.025.030). Von November 1933 bis zum Mai 1937 gehörte er auch der SA an und übte dort dreieinhalb Jahre die Funktion eines „Fürsorge- oder Schießwarts“ sowie „Truppführers“ aus. Von der SA wechselte er 1937 zur SS (SS-Nr. 290.389). Ergänzend war er Mitglied „in der NS-Volkswohlfahrt, im NS-Rechtswahrerbund, im NS-Altherrenbund, Verein ‚Lebensborn‘ und im Reichsluftschutzbund“.
Anfang September 1933 wurde Werner zum Leiter des Badischen Landeskriminalamtes in Karlsruhe bestellt. Sein erfolgreiches Wirken führte schließlich im Mai 1937 zur Berufung als stellvertretender Leiter des neugebildeten RKPA nach Berlin. Obwohl Kollegen später behaupteten, er sei kein besonders „scharfer“ Nationalsozialist gewesen, war er an entscheidender Stelle für die neue Konzeption des Reichskriminalpolizeiamtes und deren Umsetzung in eine effektive kriminalpolizeiliche Arbeit verantwortlich. Hier fand Werner auch die Möglichkeit, seine eigene Überzeugung, die genetischen Dispositionen seien der Grund für Kriminalität, als neue polizeipolitische Leitlinie auf höchster Ebene bestätigt zu sehen und für die Praxis verfügbar zu machen. Konsequenz war eine vorbeugende Verbrechensbekämpfung durch Erfassung, Beobachtung und mögliche Vorbeugehaft für „Berufsverbrecher“, der Werner als Leiter der Amtsgruppe V A (Aufbau, Aufgaben und Rechtsfragen der Kriminalpolizei) des Reichssicherheitshauptamtes (RSHA) zunehmend Geltung verschaffte.
So arbeitete Werner den Erlass des Reichsinnenministers vom 14. Dezember 1937 zur „Vorbeugenden Verbrechensbekämpfung durch die Polizei“ maßgeblich aus. Dieser Erlass bestimmte mit den Ausführungsrichtlinien vom 4. April 1938 künftig die Prinzipien der polizeilichen Maßnahmen. Er bildete eine wesentliche Voraussetzung für die spätere Deportation von Sinti und anderen Roma in Konzentrationslager.
Zu seinen Aufgabenschwerpunkten im Reichskriminalpolizeiamt gehörte auch die Bekämpfung der Jugendkriminalität. In verschiedenen Publikationen betonte er die Herkunft der straffällig gewordenen Jugendlichen aus „kriminellen Sippen“. Dabei forcierte er die „kriminalpolizeiliche Überwachung von Kindern und Jugendlichen, die erblich kriminell belastet erscheinen“. Es gehe nicht primär um die „Unschädlichmachung“ des Individuums, sondern die Beendigung eines kriminalitätsfördernden „Erbstroms“. Die Einrichtung „polizeilicher Jugendschutzlager“ ging auf eine Besprechung Heydrichs Ende 1939 zurück, an der Werner als Vertreter des Reichskriminalpolizeiamtes teilgenommen hatte. Werner flankierte solche Maßnahmen mit zahlreichen Beiträgen in Fachzeitschriften und Beiträgen, wobei er immer wieder die „Unfruchtbarkeitmachung im Rahmen der Bekämpfung der Jugendkriminalität“ propagierte.
Werner räumte auch der Erbbiologie einen hohen Stellenwert für die kriminalpolizeiliche Strategie einer vorbeugenden Verbrechensbekämpfung im Sinne der Sippenforschung ein:
„Wenn ein Verbrecher oder Asozialer Vorfahren hat, die ebenfalls verbrecherisch oder asozial lebten […], ist nach den Ergebnissen der Erbforschung erwiesen, daß sein Verhalten erbbedingt ist. Ein solcher Mensch muß […] in anderer Weise angepackt werden, als ein Mensch, der […] einer anständigen Familie entstammt […]. Der Verbrecher wird nicht mehr als Einzelperson, seine Tat nicht mehr als Einzeltat angesehen. Er ist vielmehr als Sproß und Ahn einer Sippe, seine Tat als Tat eines Sippengliedes zu betrachten.“
Die Errichtung des Kriminalbiologischen Instituts der Sicherheitspolizei (KBI) im Reichssicherheitshauptamt unter Robert Ritter mit Erlass vom 21. Dezember 1941 geschah denn auch weitgehend auf Betreiben Werners.
Hans Hefelmann, Amtsleiter in der Kanzlei des Führers (KdF), sagte bei einer Vernehmung durch die Staatsanwaltschaft Stuttgart am 20. Februar 1963 aus, Werner sei der Verbindungsmann des Reichskriminalpolizeiamtes zu Reinhold Vorberg, dem Leiter der „Gemeinnützigen Krankentransport GmbH (GeKraT)“, der Transportabteilung der Aktion T4, gewesen. Werner sei zusammen mit Nebe zu einer Besprechung über das vorgesehene „Euthanasie“-Programm im August 1939 mit Oberdienstleiter Viktor Brack, dem Chef des Amtes II der KdF und Organisator der Aktion T4, in der Reichskanzlei zusammengetroffen.
Ab dem Frühjahr 1942 führte Werner eine Inspektion der deutschen Kriminalpolizeistellen in Paris, Brüssel und Den Haag durch. Zuletzt sammelte er von September 1942 bis März 1943 praktische Erfahrungen vor Ort als Inspekteur der Sicherheitspolizei und des SD in Stettin. Im März 1943 übernahm er wieder seine Stelle als Leiter der Amtsgruppe V A (Kriminalpolitik und Vorbeugung) und Vertreter des Amtes V, Arthur Nebe, im RSHA. Während seiner Abwesenheit wurde Werner von SS-Obersturmbannführer Robert Schefe vertreten. Werner blieb bis Kriegsende auf dieser Stelle.
Am 28. Oktober 1942 wurde er zum Oberst der Polizei befördert. Er wurde im Januar 1944 mit dem Kriegsverdienstkreuz I. und II. Klasse mit Schwertern ausgezeichnet. Am 9. November 1944 stieg Werner zum SS-Oberführer auf, dem höchsten Rang, den er in der SS erreichte.

## Nachkriegszeit
Nach dem Ende des Nationalsozialismus geriet Werner mit Bernhard Wehner am 12. Mai 1945 in Salzburg in alliierte Kriegsgefangenschaft. Nach dreijähriger Internierungszeit wurde er infolge eines Spruchkammerverfahrens 1948 als „Mitläufer“ entnazifiziert. Danach war er für einen Rechtsanwalt in Waldshut tätig. Nach Gründung der Bundesrepublik Deutschland wandte sich Werner am 4. Oktober 1949 schriftlich an das Bundesinnenministerium und setzte sich zur „Bekämpfung des gefährlichsten Verbrechertums“ für den Aufbau einer einflussreichen kriminalpolizeilichen Zentralinstanz sowie die Wiedereinstellung ehemaliger NS-Kriminalpolizisten ein. Werner nutzte seine Stellungnahme auch zur Reinwaschung der NS-belasteten Kriminalpolizei. Seitens des Bundesinnenministeriums wurde Werners Schreiben nicht als dessen Privatmeinung, sondern als Stellungnahme eines Interessenvertreters ehemaliger Kriminalpolizisten verstanden, der noch „die Sympathie zahlreicher Beamter genieße“. Es gelang Werner zwar nicht, wieder bei der Kriminalpolizei Verwendung zu finden, allerdings wurde er im Dezember 1951 als Regierungsrat ins badische Ministerium des Inneren, Hauptabteilung „Wohlfahrt“, eingestellt. Nach Gründung des Landes Baden-Württemberg wechselte er im September 1952 ins Innenministerium nach Stuttgart und wurde dort schnell befördert: im Januar 1953 zum Oberregierungsrat und im April 1954 zum Regierungsdirektor. In dieser Funktion war er „zuständig für Verfassungsfragen“. Im Januar 1955 schlug der baden-württembergische Innenminister Fritz Ulrich Werner für die Nachfolge von Hanns Jess als Präsident des Bundeskriminalamtes vor. Der Innenminister begründete seinen Vorschlag auch mit dem angeblich tadellosen Verhalten Werners während des Nationalsozialismus.
„Politische Bedenken gegen die Verwendung des Regierungsdirektors Werner als Leiter des Bundeskriminalamtes dürften nicht bestehen. Sein Verhalten in den Jahren 1933–1945 war durchaus einwandfrei.“
Dazu kam es jedoch aufgrund einer negativen Stellungnahme des bereits im Ruhestand befindlichen Max Hagemann nicht, der bereits 1949 als zuständiger Referent im Bundesinnenministerium eine Wiederverwendung Werners bei der Kriminalpolizei abgelehnt hatte. Hagemanns vertraulich behandelte Einschätzung zeichnete ein negatives Bild Werners: „Werner sei nur knapp durchschnittlich begabt, seiner Stellung im RKPA nicht gewachsen gewesen, offen bis zur Schwatzhaftigkeit, begeisterter und überzeugter Nationalsozialist, bei dem das Gefühl den Verstand überwog, zweifellos als anständiger Charakter mißbraucht, für den Polizeidienst untragbar“.
Ein Ermittlungsverfahren der Staatsanwaltschaft Stuttgart gegen Werner wurde 1963 eingestellt. In einer Aussage vor der Generalstaatsanwaltschaft Frankfurt am Main am 16. November 1961 gab Werner zu Protokoll:
„Selbstverständlich habe ich von den Einsatzkommandos im Osten gewußt und z. B. von Auschwitz“. […] Natürlich fiel uns im Laufe der Zeit auf, daß die Sterblichkeit in den KZs sehr gross war. Auf meine diesbezügl. Frage […] wurde mir aber die plausible Erklärung gegeben, daß z. B. jetzt eine grosse Zahl älterer Sicherungsverwahrter, die an eine sitzende Lebensweise gewohnt waren, nun in die KZ’s überführt worden waren und dort in einen stark kräfteverzehrenden Einsatz kamen.“
Im März 1966 wurde Werner pensioniert. Auch zu diesem Zeitpunkt finden sich in den Akten noch Hinweise auf zwei weitere staatsanwaltschaftliche Ermittlungsverfahren, in denen er als Beschuldigter geführt wird: zum einen im Rahmen eines Verfahrens gegen ehemalige Angehörige des Reichssicherheitshauptamtes wegen des Verdachts der Ermordung von Polen; zum anderen ein Verfahren ohne nähere Angaben, das noch 1970 geführt wurde. Auch diese beiden Verfahren wurden eingestellt, das letzte, nachdem er am 15. Februar 1970 verstorben war.